# جورج فوي
جورج فوي (بالإنجليزية: George Foy)‏ (14 ديسمبر 1952، بارنستابل في الولايات المتحدة)؛ كاتب، صحفي وروائي أمريكي.